# Miconia contrerasii
Miconia contrerasii är en tvåhjärtbladig växtart som beskrevs av John Julius Wurdack. Miconia contrerasii ingår i släktet Miconia och familjen Melastomataceae.
Artens utbredningsområde är Guatemala. Inga underarter finns listade i Catalogue of Life.